# Алмазар
Алмаза́р (узб. Olmazor) — селище міського типу (до 1963 року — селище міського типу Вревський), в Чиназькому районі Ташкентської області Узбекистану. Розташований на правому березі річки Чирчик уздовж каналу Каракульдук.
Спочатку село, засноване розкуркуленими або втекли від розкуркулення російськими селянами-переселенцями в 30-х роках 19 ст.на заплавних землях Чирчика. Пізніше після побудови залізниці — залізнична станція Вревська на лінії Ташкент-Хаваст.
Населення станом на 2005 рік становить до 30 тис.жителів (Експертна оцінка). Є цегельний завод, комбінат будівельних матеріалів, меблева фабрика, цех з виробництва прянощів, кетчупу і майонезу.
Місце розташування селища можна подивитися на наведеній тут карті Ташкентської області.

## Історія
Село було названо на честь Туркестанського генерал-губернатора Вревського Олександра Борисовича. У 1942 році в селищі Вревський знаходився штаб формованої в Середній Азії польської армії, під командуванням генерала Андерса.
Перейменовано в 1963 р. в Алмазар (Долина яблук — узб.) з підвищенням статусу поселення до селища міського типу (смт).
На території селища до 1990-х років функціонували: меблева фабрика, міжрайонна промбаза, АРЗ № 5 (АвтоРемзавод), садвинсовхоз «Алмазар», племсовхоз ПСХТ «Чиназ», хлібокомбінат, автобаза № 6, цех по виробництву езалкогольних напоїв («Лимонадний завод»), сільська лікарня та станція швидкої допомоги, поліклініка.
Об'єктами соцкультпобуту були Палац культури садвінрадгоспу, клуб племсовгоспу, кінотеатр «Алмазар», працювали дві бібліотеки для дорослих, дитяча бібліотеки та музична школа.
Об'єкти народної освіти представлені 6-ма дитячими садками, 3 середньо-освітні школи № 5 ім. Чернишевського, № 15 ім. Леніна, № 42 ім. 60-річчя Жовтня, СПТУ № 6 та сільгосп-будівельний технікумом.

## Видатні уродженці
Нетовкін Раміз Андрійович (1960—2011) — кримськотатарський художник-графік. Член Національної спілки художників України (1989).